# Захари Бобошевски
Захари Бобошевски е български учител и общественик.

## Биография
Роден е през 1844 г. в Бобошево в семейството на Стоица Каладжийски и Мария Инкьова. Учи в местното училище в Бобошево, след което продължава образованието си в Пловдив, където се запознава с Найден Геров. След завършване на пловдивското класно училище става учител в Струмица (1866). Със своята обществена дейност си навлича омразата на местните гръкомани и гръцкия владика и неколкократно е задържан под стража в Щип и Солун. През 1867 г. заминава като пратеник на Струмица в Цариград. През 1870 – 73 г. е учител в Горна Джумая, а през 1873 – 74 г. - в Самоков. На 25.07.1874 г. взема участие в учителския събор, след което се завръща в Бобошево. След потушаването на Априлското въстание през 1876 г. е заподозрян в бунтовничество и е задържан под стража в Дупница, а оттам е преведен в затвора в София. 
След Освобождението е назначен за ковчежник в Дупница, където се установява да живее. Няколко години по късно напуска службата и се заема със земеделие, като купува турски чифлик в радомирското село Мусибей. Отваря и голям колониален магазин в Дупница. Взема участие в политическите борби като един от активните дейци на Либералната партия в Дупнишкия край.